# یواس‌اس اروتا (۱۸۶۱)
یواس‌اس اروتا (۱۸۶۱) (به انگلیسی: USS Orvetta (1861)) یک کشتی بود که طول آن ۹۳ فوت (۲۸ متر) بود.

این کشتی یک schoonerبود که توسط نیروی دریایی اتحادیه در طول جنگ داخلی آمریکا خریداری شد. این کشتی توسط نیروی دریایی برای گشت زنی در آبراه های با قابلیت راندن قایق کنفدراسیون مورد استفاده قرار گرفت تا از تجارت کشورهای جنوب با سایر کشورها جلوگیری کند.
این کشتی توسط نیروی دریایی در شهر نیویورک در 1 اکتبر 1861 از مأموران E. & D. Bigelow خریداری شد و در تاریخ 27 ژانویه 1862، در بخش نیروی دریایی نیویورک به کار گرفته شد.